# Черкаська обласна бібліотека для дітей
Комунальний заклад "Обласна бібліотека для дітей" Черкаської обласної ради — одна із бібліотек міста Черкаси, що є головною у системі дитячих бібліотек області, працює на дитячий контингент.

## Історія
Комунальний заклад «Обласна бібліотека для дітей» Черкаської обласної ради є обласною книгозбірнею творів для дітей на паперових та електронних носіях, регіональним центром рекомендаційної краєзнавчої бібліографії для дітей, аналітико-консалтингової та організаційно-методичної допомоги бібліотекам області, координації і кооперування їхньої діяльності в обслуговуванні дітей.
Бібліотека надає послуги з обслуговування всіма наявними видами документів читачам-дошкільникам, учням 1-9 класів та організаторам дитячого читання (батькам, вчителям, бібліотекарям тощо). У читальних залах послугами бібліотеки можуть скористатися старшокласники, студенти та дорослі.
Базою створення обласної книгозбірні для дітей була  Черкаська міська дитяча бібліотека, яка функціонувала в місті з 4 березня 1944 року та знаходилася за адресою: вул. Свердлова (сучасна вулиця Б.Вишневецького), б.54  На той час у ній працювало 3 особи, обслуговувалося до 1000 читачів, а книжковий фонд становив 2000 примірників.   
З квітня 1954 року бібліотека набула статусу обласної і переїхала до приміщення за адресою: вулиця Леніна (сучасна вулиця Небесної Сотні), б.4 (зараз там знаходиться театр ляльок). Заклад став центром для 3 міських та 8 районних бібліотек для дітей. Штат працівників становив 10 осіб, а книжковий фонд — 20000 примірників. Бібліотека мала абонемент, читальний зал, методкабінет, 2 відділи та бухгалтерію. 
Першим директором Черкаської ОБД була Остафова Ольга Максимівна; 1958 року її місце зайняла Гончарова Лідія Григорівна.
1962 року був створений ще один відділ бібліотеки — книгозбереження. На цей час фонд книгозбірні становив понад 75000 примірників, а штат працівників — 16 осіб. Обслуговувалося 6,5 тис. читачів.  
1964 року бібліографічний та методичний відділи об'єднано в методично-бібліографічний, а відділи абонементу та читального залу  реорганізовано у відділи обслуговування читачів-учнів 1-4 та 5-9 класів. 
1973 року бібліотека переїздить до приміщення по вулиці Ільїна (сучасна вулиця Надпільна), б.285, де зараз знаходиться Черкаська обласна бібліотека для юнацтва імені Василя Симоненка. В цей період утворився відділ мистецтв та сектори міжбібліотечного абонементу і обмінно-резервних фондів, а 1981 року — відділ нестаціонарного обслуговування читачів.  
1978 року книгозбірню очолює Дубова Ольга Петрівна.  
1982 року було утворено ще 2 нових відділи — комплектування фонду та обробки літератури і каталогізації. Кількість читачів зростає до 17000, фонд — 200000 примірників.  
1983 року розпочалося зведення нової будівлі (архітектор — А. Колосов, художник — В. Самойлов), яке завершилося 1985 року. Нове приміщення давало додаткові можливості для формування фондів, забезпечення їх належного зберігання, створювало принципово нові умови для обслуговування читачів книгою. Юні користувачі отримали до своїх послуг просторі абонементи, читальні зали, музичний салон, кінозал, кімнату казок. Кількість працівників збільшилася до 69. Був утворений новий відділ матеріально-технічного постачання.  
1995 року в бібліотеці був створений відділ автоматизації та механізації бібліотечних процесів, а з 1997 року — локальну комп'ютерну мережу бібліотеки. 
У 1997 році бібліотекою було придбано програмне забезпечення АІБС «МАРК» і створено локальну комп'ютерну мережу. З цього часу розпочалося і формування бази даних електронного каталогу, яка постійно поповнюється, здійснюється систематизація та каталогізація нових надходжень документів.
2002 року було укладено партнерську угоду з Міжнародною Радою наукових досліджень та обмінів (IREX), згідно якої було створено безкоштовний центр доступу до Інтернету. 
З травня 2009 року Обласну бібліотеку для дітей очолює Ушакова Лідія Володимирівна. 
З 2010 року бібліотека бере участь у ініційованих НБУ для дітей всеукраїнських проєктах з корпоративного розпису періодичних видань "КОРДБА", "Об'єднана віртуальна довідка", "Кращі інтернет-ресурси для дітей". 
2012 року відділ мистецтв був реорганізований у відділ масової роботи та естетичного виховання, створено сектор обліку користувачів. Відділ автоматизації і механізації бібліотечних процесів перейменовано у відділ інформаційних технологій та електронних ресурсів.
У 2013 році бібліотека виборола грант у ІV раунді конкурсу проєктів «Організація нових бібліотечних послуг з використанням вільного доступу до інтернету» за програмою «Бібліоміст» та відкрила сучасний Інтернет-центр.
Щороку бібліотека обслуговує понад 25 тис. користувачів.

### ДІЯЛЬНІСТЬ
Бібліотека є обласною книгозбірнею творів для дітей на паперових та електронних носіях, регіональним центром рекомендаційної краєзнавчої бібліографії для дітей, аналітико-консалтингової та організаційно-методичної допомоги бібліотекам області, координації і кооперування їхньої діяльності в обслуговуванні дітей. 
З метою популяризації книги бібліотека використовує усні та наочні форми роботи. З читачами-дітьми проводиться  індивідуальна та масова робота, яка включає  велику кількість заходів, різноманітних за тематикою і формою. Поряд із традиційними формами заходів (літературні години, ранки, ігри, огляди тощо) все більшого поширення набувають нові: мультимедійні презентації, віртуальні подорожі, веброзвідки, скайп-зустрічі, квести бібліотекою і містом, різноманітні акції, конкурси, низка інших. 
Бібліотека розробляє власні та бере участь у всеукраїнських проєктах із підтримки та популяризації читання. Протягом останніх років було втілено низку значимих проєктів, які набули великого суспільного резонансу й сприяли згуртуванню навколо читальні не лише користувачів-дітей, а й широких кіл громадськості. Серед них —  медіачелендж «Скарби козацького міста», обласні конкурси книжкових відеооглядів «Фабрика вражень» та патріотичного відео в жанрі соціальної реклами «Синьо-жовте кіно», свято відкриття Всеукраїнського тижня дитячого читання. Останній відбувся під патронатом Міністерства культури України на базі Черкаської обласної філармонії за участі шестисот дітей міста та області. Проєкти бібліотеки медіачелендж «Скарби козацького міста» та «Інстаграм як інструмент популяризації дитячої бібліотеки і читання» у 2019 році стали переможцями Всеукраїнського огляду-конкурсу обласних бібліотек для дітей.
Для юних читачів у бібліотеці працюють 7 об'єднань за інтересами: літературно-творчий гурток «Пегасик», народознавча світлиця «Джерельце», ляльковий театр «Грайлик», гурток художньої творчості «Кольоровий світ», літературний театр «Задзеркалля», дитяча кіностудія «Соняшник», лекторій «Світ музики».
Основні послуги користувачам бібліотеки надаються безоплатно.
Заклад здійснює методичне забезпечення діяльності бібліотек області для дітей, а також надає допомогу в організації бібліотечного обслуговування дітей сільським, шкільним та іншим бібліотекам шляхом проведення семінарських занять, практичних навчань, виїздів на місця, підготовки та розповсюдження методично-бібліографічних посібників та матеріалів з досвіду роботи кращих бібліотек.
Бібліотека постійно працює над розширенням спектру послуг для віддалених користувачів. Це відбувається через сайт (http://chobd.ck.ua) [Архівовано 15 травня 2016 у Wayback Machine.] , блог «Навколо читання» (https://chobd-koloknyg.blogspot.com [Архівовано 15 березня 2022 у Wayback Machine.]), власний You-Tube канал (https://www.youtube.com/user/CHOBD [Архівовано 24 березня 2020 у Wayback Machine.]), сторінки в соціальних мережах Facebook  (https://www.facebook.com/chobdd)та Instagram (https://www.instagram.com/chobdd/). Свідченням якості розміщених на цих Інтернет-представництвах матеріалів і ресурсів є  перемога у Всеукраїнському конкурсі бібліотечних сайтів (2015 р.) та Всеукраїнському огляді-конкурсі обласних бібліотек для дітей (2019 р.).
Бібліотека постійно працює над тим, щоб відповідати потребам сучасних користувачів: організовує новий бібліотечний простір, поєднує традиційне бібліотечне обслуговування з сучасними технологіями та інноваційними методами роботи. 